# Rudno (Turčianske Teplice)
Rudno es un municipio del distrito de Turčianske Teplice en la región de Žilina, Eslovaquia, con una población estimada a final del año 2024 de 210 habitantes.
Se encuentra ubicado al suroeste de la región, cerca del curso alto del río Váh (cuenca hidrográfica del Danubio) y de la frontera con las regiones de Banská Bystrica y Trenčín.

## Demografía
| Año        | 1994 | 2004    | 2014    | 2024    |
| ---------- | ---- | ------- | ------- | ------- |
| Población  | 228  | 227     | 212     | 210     |
| Diferencia |      | −0,43 % | −6,60 % | −0,94 % |

| Año        | 2023 | 2024 |
| ---------- | ---- | ---- |
| Población  | 210  | 210  |
| Diferencia |      | +0 % |